# بقايا الكنيسة الصغيرة الموجودة داخل الحصن
بقايا الكنيسة الصغيرة الموجودة داخل الحصن(كنيسة صغيرة داخل القلعة ولا تزال حنيتها باقية بالقرب من أحد الأبراج المربعة إلى الغرب)  هو معلم أثري تونسي مصنف من قبل المعهد الوطني للتراث يقع في ولاية القصرين في الوسط الغربي التونسي، تحديدا في مدينة حيدزة تم تصنيف المعلم في يوم 26 جانفي 1893.

## مقالات ذات صلة
- قائمة المعالم الأثرية المصنفة في تونس